# Рокфорд-Бей (Айдахо)
Рокфорд-Бей (англ. Rockford Bay) — переписна місцевість (CDP) в окрузі Кутенай штату Айдахо США. Населення — 325 осіб (2020).

## Географія
Рокфорд-Бей розташований за координатами 47°30′31″ пн. ш. 116°53′12″ зх. д. / 47.50861° пн. ш. 116.88667° зх. д. (47.508637, -116.886536).  За даними Бюро перепису населення США в 2010 році переписна місцевість мала площу 9,78 км², уся площа — суходіл.

## Демографія
Згідно з переписом 2010 року, у переписній місцевості мешкали 184 особи в 92 домогосподарствах у складі 68 родин. Густота населення становила 19 осіб/км².  Було 455 помешкань (47/км²).
Расовий склад населення:
| - 97,8 % — білих - 0,5 % — корінних американців - 0,5 % — азіатів - 0,0 % — осіб інших рас |

До двох чи більше рас належало 1,1 %. Частка іспаномовних становила 0,0 % від усіх жителів.
За віковим діапазоном населення розподілялося таким чином: 6,5 % — особи молодші 18 років, 67,4 % — особи у віці 18—64 років, 26,1 % — особи у віці 65 років та старші. Медіана віку мешканця становила 58,2 року. На 100 осіб жіночої статі у переписній місцевості припадало 102,2 чоловіків;  на 100 жінок у віці від 18 років та старших — 100,0 чоловіків також старших 18 років.
Середній дохід на одне домашнє господарство  становив 123 878 доларів США (медіана — 73 214), а середній дохід на одну сім'ю — 150 779 доларів (медіана — 95 833). За межею бідності перебувало 4,2 % осіб, у тому числі 0,0 % дітей у віці до 18 років та 0,0 % осіб у віці 65 років та старших.
Цивільне працевлаштоване населення становило 74 особи. Основні галузі зайнятості: науковці, спеціалісти, менеджери — 17,6 %, роздрібна торгівля — 16,2 %, оптова торгівля — 13,5 %, виробництво — 13,5 %.